# Czechoslovakian International 1977
Die Czechoslovakian International 1977 im Badminton fanden vom 7. bis zum 9. Oktober 1977 in Prag statt. Es war die 6. Auflage der Titelkämpfe. Athleten aus elf Ländern nahmen an den Meisterschaften teil, davon England und Schweden zum ersten Mal.

## Finalergebnisse
| Disziplin    | Sieger                            | Finalist                              | Ergebnis     |
| ------------ | --------------------------------- | ------------------------------------- | ------------ |
| Herreneinzel | Willy Nilsson                     | Michael Schnaase                      | 15-7, 15-9   |
| Dameneinzel  | Inge Borgstrøm                    | Marjan Ridder                         | 11-2, 11-4   |
| Herrendoppel | Michael Wilks Peter Bullivant     | Edgar Michalowski Erfried Michalowsky | 15-11, 15-5  |
| Damendoppel  | Monika Cassens Angela Michalowski | Brigitte Steden Marieluise Zizmann    | 15-10, 15-12 |
| Mixed        | Rob Ridder Marjan Ridder          | Roland Maywald Brigitte Steden        | 15-10, 15-9  |